# Gare d’Oullins
Gare d'Oullins – stacja kolejowa w Oullins, w departamencie Rodan, w regionie Owernia-Rodan-Alpy, we Francji.
Jest stacją Société nationale des chemins de fer français (SNCF), obsługiwaną przez pociągi TER Rhône-Alpes, kursujące między Lyonem i Givors.